# Martin Kamen
Martin David Kamen (Toronto, 27 de agosto de 1913 – Montecito, 31 de agosto de 2002) foi um químico norte-americano.

## Carreira
Junto com Sam Ruben, co-descobriu a síntese do isótopo carbono-14 em 27 de fevereiro de 1940, na Laboratório de Radiação da Universidade da Califórnia, Berkeley. Ele também confirmou que todo o oxigênio liberado na fotossíntese vem da água, não do dióxido de carbono, em 1941.
Kamen foi o primeiro a usar o carbono-14 para estudar um sistema bioquímico, e seu trabalho revolucionou a bioquímica e a biologia molecular, permitindo aos cientistas rastrear uma ampla variedade de reações e processos biológicos. Apesar de estar na lista negra por quase uma década por suspeita de ser um risco à segurança, Kamen recebeu o Prêmio Mundial de Ciência Albert Einstein em 1989, e o prêmio Enrico Fermi do Departamento de Energia dos EUA em 1995 por realização científica ao longo da vida.

## Livros
- Kamen, Martin D. (1947). Radioactive Tracers in Biology: An Introduction to Tracer Methodology 1st ed. Nova York: Academic Press[4][5]
- Kamen, Martin David (1963). Primary processes in photosynthesis. Nova York: Academic Press. ISBN 9781483274454[6]
- Kamen, Martin D. (1964). A Tracer Experiment: Tracing Biochemical Reactions with Radioisotopes. Nova York: Holt Rinehart Winston[7][8]
- Kamen, Martin David (1985). Radiant science, dark politics : a memoir of the nuclear age. Berkeley: University of California Press. ISBN 978-0520049291 Prefácio por Edwin M. McMillan.

## Arquivos
- Martin David Kamen Papers MSS 98. UC San Diego Library Special Collections & Archives, UC San Diego Library.
- Kamen, Martin, Vertical File, Bernard Becker Medical Library, Washington University in St. Louis.
- Martin David Kamen papers : ca. 1937-1945, Bancroft Library, UC Berkeley